# ミスター・モト
ミスター・モト（Mr. Moto、本名：Masaru "Charlie" Iwamoto、1915年8月11日 - 1991年7月6日）は、アメリカ合衆国のプロレスラー。ハワイ州生まれの日系アメリカ人。現役時代の公称は1920年生まれとしていた。

## 来歴
熊本生まれの父と沖縄生まれハワイ育ちの母のもとに生まれる。コーヒー園で働く一方、当時日系社会で盛り上がっていた相撲にも少年期から取り組み、ハワイ相撲の横綱 "不知火"としての競技生活も並行して送る。1939年11月28日、プロモーターからの要請を受けて、ヤング・シラヌイ（Young Shiranuhi）のリングネームでプロレス界にデビュー。チャーリー・シラヌイ（Charley Shiranuhi）とも名乗り、1940年代はハワイを主戦場に活動した。
1950年よりミスター・モトのリングネームでアメリカ本土に本格的に進出。このリングネームは本名の「岩本」に加え、日本人探偵を主人公にした1930年代の小説『Mr. Moto』（ジョン・マーカインド著）から拝借。当初は小説内の衣装である黒ジャケットと蝶ネクタイ、丸メガネにシルクハットというコスチュームでの登場も考慮されたが、伝統的なオリエンタル・スタイルである「田吾作タイツと下駄」という出で立ちで試合をした。
1952年2月26日にはテキサス州ダラスにおいて、デューク・ケオムカと組んでNWAテキサス・タッグ王座を獲得。1954年7月19日にはノースカロライナ州シャーロットにおいて、キンジ渋谷と組んでNWA南部タッグ王座を奪取するなど、日系レスラーの後輩をパートナーに各地で活躍。シングルでも、日系移民の多いロサンゼルスにおいて、サンダー・ザボーやウイルバー・スナイダーを相手にインターナショナルTV王座を争った。
1950年代後半より太平洋岸を中心に活動。1961年3月20日にはカナダのバンクーバーにおいて、ミツ荒川とのコンビでNWA太平洋岸タッグ王座を獲得。主戦場としたロサンゼルスのWWAでは、1963年12月10日に大木金太郎と組んでベアキャット・ライト&レッド・バスチェンからUSタッグ王座を奪取。1964年10月27日にはフレッド・ブラッシーをパートナーに、ザ・デストロイヤー&ハードボイルド・ハガティを破ってWWA世界タッグ王座を獲得した。
日本マットには1964年4月、日本プロレスの『第6回ワールド・リーグ戦』に初参戦。日本陣営の選手としてリーグ戦に出場する一方、同時来日したジン・キニスキー、カリプス・ハリケーン、ブル・カリー、チーフ・ホワイト・ウルフ、ザ・マミーなどの外国人レスラー全員のブッキングも担当した。以降、日本プロレスには1966年9月にかけて、通算5回来日している。
引退後はWWAおよび後継団体NWAハリウッド・レスリングのブッカーとなり、日本プロレスから絶縁されたグレート東郷に代わる外国人招聘窓口として、力道山亡き後の日本プロレスを解散までバックアップした。またアントニオ猪木や坂口征二をはじめ、海外武者修行に出た日本プロレスのレスラーはモトの居住するロサンゼルスを拠点に、モトの采配によって各テリトリーにブッキングされていくなど、さながら「日本プロレスのアメリカ支局長」であったとされる。
1991年7月6日、ロサンゼルス市内のグレイル・セントラル病院において、心臓弁膜症のため75歳で死去。日本プロレス崩壊後、NWAハリウッド・レスリングは新日本プロレスと提携を結んだが、モトは新日本プロレスとのブッキング料を独占しようとしたハリウッド・レスリングのオーナーであるマイク・ラベールとトラブルになり関係が悪化したため、ラベールとは絶縁しプロレス界から引退、その後は所有する貸アパートの経営に専念していたという。

## 得意技
ジュードー・チョップ
フィニッシャー。開いた掌を相手の喉元に叩きつける。フォームとしては掌底打ちに近い。
反則攻撃
髪の毛を掴んで引き倒す、チョーク（喉絞め）、金的蹴り、サミングなど、姑息な反則行為で日系小悪党ギミックを際立たせた。
キーロック
オリエンタル・クロー

## 獲得タイトル
NWAビッグタイム・レスリング
- NWAテキサス・ヘビー級王座：2回[14]
- NWAテキサス・タッグ王座：2回（w / デューク・ケオムカ）[6]
- NWA世界タッグ王座（テキサス東部版）：1回（w / デューク・ケオムカ）[15]

ミッドアトランティック・チャンピオンシップ・レスリング
- NWA南部タッグ王座（ミッドアトランティック版）：4回（w / キンジ渋谷×2、デューク・ケオムカ×2）[7]

NWAロサンゼルス
- NWAインターナショナルTV王座：3回[8]

NWAミッドアメリカ
- NWA世界タッグ王座（ミッドアメリカ版）：3回（w / Tor Yamato）[16]

ノースウエスト・レスリング・プロモーションズ
- NWA太平洋岸タッグ王座：1回（w / ミツ荒川）[9]

NWAミッドパシフィック・プロモーションズ
- NWAハワイ・タッグ王座：1回（w / Nikita Mulkovich）[17]

ワールドワイド・レスリング・アソシエーツ
- インターナショナルTVタッグ王座：3回（w / Hans Hermann、Henry Lenz、フレッド・ブラッシー）[18]
- WWA USタッグ王座：2回（w / ベアキャット・ライト、大木金太郎）[10]
- WWA世界タッグ王座：1回（w / フレッド・ブラッシー）[11]